# Université royale des beaux-arts
L'université royale des beaux-arts du Cambodge (khmer : សាកលវិទ្យាល័យភូមិន្ទវិចិត្រសិល្បៈ, anglais : Royal University of Fine Arts) est une université publique du Cambodge située à Phnom Penh offrant plusieurs programmes reliés aux arts cambodgiens. Son campus est situé aux côtés du musée national du Cambodge et du palais royal de Phnom Penh.

## Histoire
Ses origines datent de la création de l'École des arts cambodgiens,,, fondée en 1918 par George Groslier. L'école est fermée durant la période du Kampuchéa démocratique. En 1965, l'institution fusionne avec l'École nationale de théâtre pour former l'Université royale des beaux-arts. Durant la période du Kampuchéa démocratique, l'université ferme ses portes comme la majorité des écoles supérieures du pays. 
L'établissement rouvre ses portes en 1980 sous le nom d'École des beaux-arts. La même année, un deuxième campus est fondé sur un ancien quartier militaire dans le nord de la ville. L'obtention du statut d'université s'opère en 1989, et le suffixe « royale » est ajouté avec la restauration de la monarchie en 1993.

## Facultés
- Faculté d'archéologie
- Faculté d'architecture
- Faculté d'urbanisme
- Faculté d'arts plastiques
- Faculté d'arts chorégraphiques et de musique